# Marengo deelemanae
Marengo deelemanae is een spinnensoort in de taxonomische indeling van de springspinnen (Salticidae).
Het dier behoort tot het geslacht Marengo. De wetenschappelijke naam van de soort werd voor het eerst geldig gepubliceerd in 2004 door Benjamin.